# Chlorocytus vassiliefi
Chlorocytus vassiliefi är en stekelart som först beskrevs av William Harris Ashmead 1903.  Chlorocytus vassiliefi ingår i släktet Chlorocytus och familjen puppglanssteklar. Inga underarter finns listade i Catalogue of Life.